# Stieg 4 (Quedlinburg)

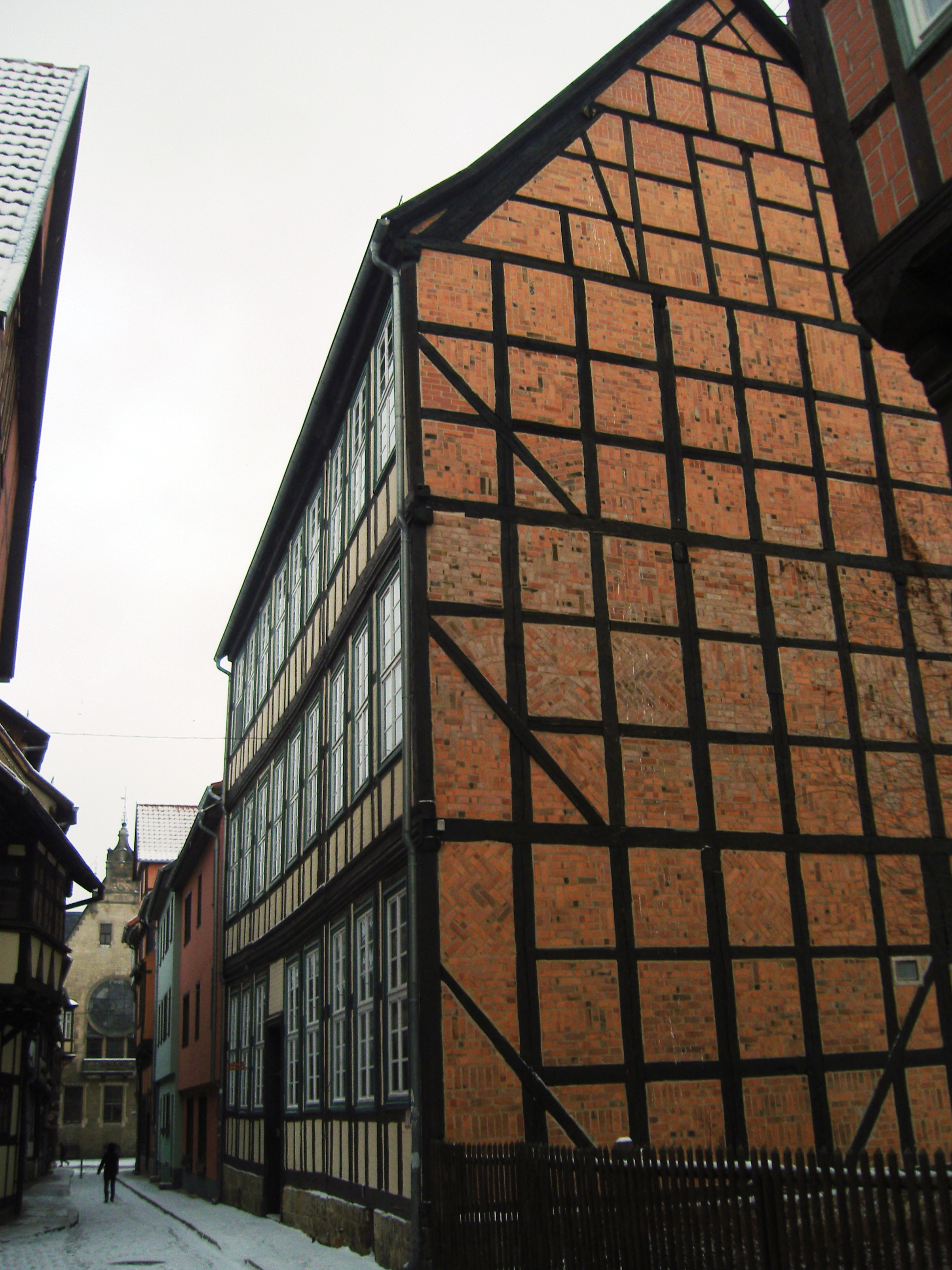
Haus Stieg 4

Das Haus Stieg 4 ist ein denkmalgeschütztes Gebäude in der Stadt Quedlinburg in Sachsen-Anhalt.

## Lage
Es befindet sich östlich des Marktplatzes der Stadt und gehört zum UNESCO-Weltkulturerbe. Im Quedlinburger Denkmalverzeichnis ist es als Wohnhaus eingetragen.

## Architektur und Geschichte
Das dreigeschossige barocke Fachwerkhaus wurde in der Zeit um 1760 errichtet. An der Fachwerkfassade findet sich eine Profilbohle sowie eine Leiterbrüstung. Die Gefache sind mit Zierausmauerungen versehen.
1739 wurde Heinricus Salfeld als steuerpflichtig für das damals als Wohnhaus mit Braurecht geführte Grundstück genannt.